# Albert C. Sweet
Albert C. Sweet (Dansville (New York), 7 juli 1876 – Chicago, 12 mei 1945) was een Amerikaans componist, dirigent en kornettist.

## Levensloop
Zijn eerste muzieklessen kreeg hij als hij 7 jaar was van zijn vader op de viool. Op 10-jarige leeftijd kreeg hij lessen voor Es-kornet en vier jaar later speelde hij mee in de band van de Stowe Brothers Circus, die toen gedirigeerd werd door Monty Long, eveneens een kornettist. Deze Monty Long heeft hem het Bes-kornet aanbevolen. Na dit engagement bij de circusband sleurde hij zich van een engagement naar het andere en van stad tot stad. Hij speelde als straatmuzikant en had vele malen nog net genoeg geld om te eten en te drinken. 
In 1896 tijdens een reis naar New York werd hij bekend met William Paris Chambers, die hem het aanbood maakte, hem zonder kosten op te leiden. Zijn kornet speel werd spoedig beter en zo bekwaam, dat hij al in 1897 en 1898 als solist in verschillende New Yorkse bands optrad. In de winter speelde hij mee in de theaterorkesten. Van 1899 tot 1904 was hij kornetsolist van de Edison Phonograph Company en nom verschillende solo's op zoals Arbucklenian Polka van John Hartmann, Grand Russian Fantasia van Jules Levy en Maritana. In happy moments van William Vincent Wallace. 
Bij de eeuwwisseling dirigeerde hij een harmonieorkest Singing Band, dat in zijn uitvoeringen zang van de leden en van solisten met begeleiding van het orkest presenteerde. Hij werkte verder als kornetvirtuoos en als dirigent van verschillende harmonieorkesten zoals van 1905 tot 1911 van de Show Band Ringling Brothers Circus Band. In deze tijd haalde hij zich Joe Basile als kornetsolist en tweede dirigent. Aansluitend was hij dirigent van het Colorado Midland harmonieorkest in Denver van 1912 tot 1914.
Voor de Eerste Wereldoorlog organiseerde hij concerten en soleerde er in met het harmonieorkest His White Hussars, soms ook "Dunbars's White Hussars" genoemd, die het Chautauqua-circuit bereisde en vaudeville speelden en later een groot harmonieorkest vormden. In 1933 verzorgde hij met dit orkest, dat zich nu Al Sweet and His Military and Singing Band noemde, een concert tijdens de Wereldtentoonstelling in 1933 in Chicago. Later wisselde het orkest de uniformering in witte pantalons en zwarte colberts.
Als componist schreef hij vooral werken voor harmonieorkest.

## Composities

### Werken voor harmonieorkest
- 1898 Concert Polka
- 1898 Bugle Calls
- 1908 The Bandolero, mars
- 1908 The Broncho Buster, mars
- 1909 The Battle of San Juan Hill - Grand Descriptive Military Fantasia
- 1911 Ringling Brothers Grand Entry, mars
- 1911 Rotation Rag
- 1912 Shillah 'O, characteristic two-step
- 1917 Prohibition Blues
- 1929 Inflexible
- Bandolero
- Colossus March

### Vocale muziek
- 1918 There's a picture in my old kit bag, voor zangstem en piano